# ألكسندر غينسبورغ
الكسندر غينسبورغ (بالفرنسية: Alexandre Ginsburg) (و. 1936 – 2002 م) هو صحفي، وشاعر، وناشط حقوق الإنسان، وكاتب، وناشر (حرفة) من فرنسا، والاتحاد السوفيتي، ولد في موسكو، توفي في باريس، عن عمر يناهز 66 عاماً.

## روابط خارجية
- ألكسندر غينسبورغ على موقع مونزينجر (الألمانية)